# 2006中国法治蓝皮书
《法治影响生活·2006中国法治蓝皮书》是由中国检察日报、正义网、《方圆法治》杂志、《法治中国》、《法制新闻传播》杂志等媒体联合编制，主要列举2006年在中国大陆对老百姓生活产生重大影响法治事件、令人感动法治人物、年度法治“热词”等。全书分为了12篇，分别是：人物篇、法律篇、民主篇、倡廉篇、反腐篇、热词篇、网络篇、公益诉讼篇、舆论监督篇、财经篇、文化篇、传媒篇。每篇又分别包含10个左右的条目，每条目分别包括了事件回放、意义、各方观点、图片等。
其中收录上海社保基金挪用案、银行跨行收费案、记者状告“电子眼”案、学者质疑养路费事件、张钰爆演艺圈“黑幕”等政治事件，还有红心鸭蛋、“福寿螺”事件、春运火车票涨价、房价不断攀高等民生事件。